# Erika Lehmann
Erika Lehmann (Oberschopfheim, 1917 – ...) è stata un'agente segreto tedesca della Germania nazista durante la Seconda guerra mondiale.

## Biografia
La Lehmann imparò l'inglese fin da piccola, essendo sua madre inglese (suo padre era tedesco). 
Durante la Seconda Guerra Mondiale, prestò servizio come agente operativo per il Servizio di spionaggio militare, l'Abwehr, sotto il comando dell'Ammiraglio Wilhelm Canaris. Realizzò, durante la guerra, almeno due missioni di spionaggio in territori di lingua inglese: una in Inghilterra e un'altra negli USA. 
Maggiori dettagli su Erika Lehmann sono conservati in dossier ancora riservati che si trovano in non ben precisati archivi dell'ex URSS.
Recentemente si è venuto a sapere che la Lehmann era un'amica di Eva Braun, l'amante e poi sposa di Adolf Hitler, visto che è stata rinvenuta una fotografia del Berghof, la residenza di Hitler nell'Obersalzberg, scattata durante l'inverno del 1942; da questo possiamo dedurre che l'Abwehr controllava la vita privata di Hitler tramite la Lehmann. 
Non si conosce che fine fece la Lehmann al termine della seconda guerra mondiale. 
Sull'attività di spia della Lehmann sono state scritte due novelle da Mike Whicker.